# Iwona Śledzińska-Katarasińska
Iwona Elżbieta Śledzińska-Katarasińska (3 tháng 1 năm 1941 – 1 tháng 1 năm 2024) là cựu nhà báo và chính khách người Ba Lan. Trước đây, bà từng là nghị sĩ Hạ viện Ba Lan từ ngày 25 tháng 11 năm 1991 đến ngày 12 tháng 11 năm 2023.